# Jericó (ort i Honduras)
Jericó är en ort i Honduras.   Den ligger i departementet Departamento de Colón, i den nordöstra delen av landet, 250 km nordost om huvudstaden Tegucigalpa. Antalet invånare är 2 364.
Terrängen runt Jericó är varierad. Havet är nära Jericó åt nordväst.  Närmaste större samhälle är Trujillo, 3,9 km söder om Jericó. 